# 横山八幡宮
横山八幡宮（よこやまはちまんぐう）は、岩手県宮古市に存在する神社。旧社格は郷社。盛岡八幡宮と共に、旧盛岡藩領を代表する八幡宮の一つである。

## 由緒
- 御創建年代 
  - 創建年代は、社伝によれば白鳳九年（680年）と伝えられ、この横山は閉伊川の上流から洪水で流されて来た山とされる。

- 小沢「鹿子踊り」の起源 
  - 和銅年間（708―715年）、猿丸太夫は勅勘を蒙むりこの地に遠流され、宮守となった。
  - 「奥山に__紅葉踏み分け鳴く鹿の__声聞くときぞ__秋は悲しき」 という和歌をこの地で詠み、その住居は「猿丸屋敷」と称した。

- 「宮古」地名の由来 
  - 寛弘三年（1006年）、阿波の鳴門が、突然鳴動し怒涛逆巻く天変地異が起こり、帝は諸国にお布令を出しこれを鎮めようとした。当宮の禰宜も、これを鎮めようと日夜祈祷をしたところ、一首の神歌を得られた。
  - 禰宜は、早速この和歌を御神歌と感じ、阿波の鳴門に赴いた。

## 歴史
白鳳9年（680年）の創建とされるが火災で縁起などを喪失したため詳細は不明である。中世には豪族の城舘があったとされ、千徳氏により社殿の修築などの保護を受けたと伝わる。江戸時代中期の延享年間に再興運動が起こり、土地の人々が中心となり京都の吉田家に働きかけ社格向上を図った。第7代盛岡藩主の南部利視により祭礼の方式や日時が定められ、神輿が宮古湾を巡る海上渡御祭もこの時始まったとされる。その後の宝暦年間に江戸の学者であった井上蘭台の手により由来や縁起を記した『重修横山八幡宮記』が書かれ、これが義経北行伝説などの伝説の元となる。寛政9年(1797年)には領内巡視中の藩主の南部利敬が、浄土ヶ浜や黒森神社などと共に当宮を訪れている。

### 鈴木重家伝説
源義経の主従であった鈴木重家は、文治5年に平泉を脱した後、老齢のためこの地の「近内」というところに住み、義経の命により横山八幡宮の宮司として残ったと記す古文書もある。

## 境内
境内に金比羅神社と稲荷神社が存在する。これらは江戸時代中期に土地の人々が勧請したものと伝わる。

## 交通アクセス
- JR東日本、三陸鉄道 宮古駅より徒歩10分。